# Northampton Town F.C.
Northampton Town Football Club – angielski klub piłkarski z siedzibą w Northampton, grający obecnie w League One.

## Aktualny skład
Stan na 31 stycznia 2023
| Nr | Poz. | Piłkarz                                             |
| -- | ---- | --------------------------------------------------- |
| 1  | BR   | Lee Burge                                           |
| 2  | OB   | Tyler Magloire                                      |
| 3  | OB   | Aaron McGowan                                       |
| 4  | PO   | Jack Sowerby                                        |
| 5  | OB   | Jon Guthrie (kapitan)                               |
| 6  | OB   | Sam Sherring                                        |
| 7  | PO   | Sam Hoskins                                         |
| 8  | PO   | Ben Fox                                             |
| 9  | NA   | Louis Appéré                                        |
| 10 | NA   | Danny Hylton                                        |
| 11 | PO   | Mitch Pinnock                                       |
| 12 | PO   | Marc Leonard (Wypożyczony z Brighton & Hove Albion) |
| 14 | OB   | Ali Koiki                                           |
| 15 | PO   | Will Hondermarck                                    |
| 17 | PO   | Shaun McWilliams                                    |

| Nr | Poz. | Piłkarz                                             |
| -- | ---- | --------------------------------------------------- |
| 19 | NA   | Kieron Bowie (Wypożyczony z Fulham)                 |
| 20 | OB   | Harvey Lintott                                      |
| 21 | NA   | Josh Eppiah (Wypożyczony z Leicester City)          |
| 22 | OB   | Akin Odimayo                                        |
| 23 | BR   | Jonny Maxted                                        |
| 24 | OB   | Ryan Haynes                                         |
| 25 | OB   | Josh Tomlinson                                      |
| 27 | PO   | Peter Abimbola                                      |
| 28 | PO   | Miguel Ngwa                                         |
| 29 | NA   | Tete Yengi (Wypożyczony z Ipswich Town)             |
| 30 | NA   | Jack Connor                                         |
| 34 | PO   | Liam Cross                                          |
| 35 | OB   | Max Dyche                                           |
| 40 | BR   | Tom King                                            |
| —  | PO   | D'Margio Wright-Phillips (Wypożyczony z Stoke City) |